# Варгилам
Варгилам (чечен. Ваьрга лам, что значит «гора ослов») — горная вершина в одноимённом меридиональном хребте в Ачхой-Мартановском районе Чеченской Республики. Гора находится в междуречье Гехи и Осухи, на востоке от озера Галай-ам. Высота над уровнем моря составляет 2015 метров.
На горе находилась сигнальная башня, объединявшая сигнальную систему областей Нашха, Пешха и других западных районов горной Чечни. С неё были видны боевые башни Кей, Акка, Ялхароя.